# かすみ草とステラ
かすみ草とステラ（かすみそうとステラ）は、日本の女性アイドルグループ。略称は「かすてら」。

## 概要
コンセプトは『普通の女の子だった6人が、アイドル活動を通じてあなたに幸せを届けるまでの物語を紡ぎます。』。
「君と夢が重なる場所 アイドルグループオーディション」参加者より選ばれた6人により結成された。

## 略歴

### 2021年
- 5月16日、情報解禁される[3]。
- 5月23日、新宿ReNYで開催されたライブイベント「Secret Twincess ～プロローグ～」にてプレデビュー[2]
- 6月6日、お披露目ライブ「誰よりも大切な君へ、」を新宿アルタKey Studioにて開催[4]。
- 9月16日、1stミニアルバム「僕はまだ君を知らない」サブスクリプション配信開始[5]。
- 12月18日、「〜永遠色〜 かすみ草とステラ結成半年記念ライブ」を六本木unravel tokyoにて開催[6]。

### 2022年
- 2月20日、1stワンマンライブ「正夢と少女」を横浜YTJホールにて開催[7]。
- 3月11日、2ndミニアルバム「僕はまた君の夢をみていた」サブスクリプション配信開始[8]。
- 4月24日、コンセプトワンマンライブ「ボトルメール」を渋谷SPACE ODDにて開催[9]。
- 6月11日、1周年記念ワンマンライブ「-前編- かすみ草」を新宿アルタKey Studioにて開催。
- 6月25日、1周年記念ワンマンライブ「-後編- ステラ」を下北沢Shangri-Laにて開催。
- 8月12日、「夏色微炭酸」をデジタルリリース[10]。
- 9月23日、「ボトルメール」をデジタルリリース[11]。
- 10月3日、ワンマンライブ「かすてら大青春祭」を渋谷Spotify O-EASTにて開催[12]。
- 10月4日、1stアルバム「SWEETS AND POP 1」[13]、1stシングル「大青春はじめます！」[14]を同時発売。加えて配信開始。
- 11月21日、2期生募集が発表される[15]。

### 2023年
- 1月9日、6+FANコンセプトワンマンライブ「なりたい自分と、なれない自分。～私たち6人のアイドル人生。私の生きざま。～」を川崎CLUB CITTA’にて開催[16]。
- 2月12日、「かすみ草とステラバレンタインワンマンライブ～はじめまして、わたしが 2期候補生です。～」を新宿BLAZEにて開催[17]。2期候補生11名（こな、みゆ、みゆう、かすみ、ひかる、かれん、ひより、ゆうき、みさき、もえ、りお）より2期生5名が選出される（後述）[注釈 1]。
- 3月14日、「アリス」をデジタルリリース[18][19]。
- 3月15日、「ペルソナ」をデジタルリリース[20]。
- 4月24・25日、2Daysワンマンライブ「DAY1 〜星になる花〜」（4月24日）、「DAY2 〜ぼくらの星座を見つけよう〜」（4月25日）をZepp Shinjukuにて開催[21][22]。Zepp Shinjukuにおけるアイドル公演の杮落としとなった。2期生の初舞台である。新曲「思い出バス」（4月24日）、「未来宣誓」（4月25日）を初披露。
- 7月17日、「かすみ草とステラ単独公演 『夏の車窓 -君と僕の夏のキセキ-』」を上野飛行船シアターにて開催[23]。
- 10月2日、主催初のサーキットイベント「かすみ草とステラ presents『大青春祭』」をO-EAST・O-WESTにて開催[24][25]。O-EASTにて新曲「サマーロスタイムブルース」を初披露。同14日デジタルリリース[26]。
- 12月29日、O-EASTにて開催された「LEADING PREMIUM 年末感謝祭'23」にて新曲「Over」を初披露した[27]。

### 2024年
- 3月6日、「Over」をデジタルリリース[28][29]。
- 5月19日、「かすみ草とステラ 3周年ワンマンライブ『成長痛』」を品川ステラボールにて開催[30]。新曲「ひと恋の空」初披露。
- 7月6日、幕張海浜公園Gブロック特設会場にて開催された「超NATSUZOME2024」NATSUステージにて、新曲「初恋ラプソディ」を初披露した[31]。

### 2025年
- 3月2日、1期生の小柴美羽、鈴森はるな、渡辺萌菜の3人が卒業するとともに芸能活動を引退することをグループの公式X（旧ツイッター）で発表した[32]。
- 3月15日、吉川実紅が歩行中に自動車と衝突する事故に遭い、2週間以上の安静が必要と診断される[33]。
- 4月5日、「渡辺萌菜presents かすみ草とステラ卒業式」をSpotify O-WESTにて開催。同日をもって小柴美羽、鈴森はるな、渡辺萌菜が卒業した[34]。
- 4月11日、「かすみ草とステラ3期生入学式」をSpotify O-WESTにて開催。3期生5名が加入した[35]。
- 5月26日、吉川実紅のグループからの卒業が発表された[36]。
- 6月27日、「吉川実紅 卒業式」を品川インターシティホールにて開催。同日をもって吉川実紅が卒業した[37]。
- 7月22日発売の『週刊SPA!』（7/29.8/5合併号）の表紙＆特集「週刊SPA!×TIF2025“水着でアイドル頂上決戦”」にグループを代表して石間実咲が参加[38]。

## メンバー

### 1期生
| 氏名        | よみ            | メンバーカラー              | 誕生日  | 備考 |
| ----------- | --------------- | --------------------------- | ------- | ---- |
| 有岡 ちひろ | ありおか ちひろ | ライトブルー x ライトブルー | 9月29日 |      |
| 比賀 ハル   | ひが はる       | グリーン x グリーン         | 9月26日 |      |

### 2期生
| 氏名       | よみ          | メンバーカラー              | 誕生日   | 備考                                                           |
| ---------- | ------------- | --------------------------- | -------- | -------------------------------------------------------------- |
| 石間 実咲  | いしま みさき | オレンジ x オレンジ         | 10月27日 | 出席番号9番 身長155cm、血液型B型。                             |
| 川菜 光    | かわな ひかる | パープル x ライトブルー     | 2月7日   | 出席番号5番 身長155cm、血液型O型。                             |
| 高実 心花  | たかみ こな   | ライトピンク x ライトピンク | 8月4日   | 出席番号1番 身長156cm、血液型B型。2023年時点で最年少メンバー。 |
| 福井ひより | ふくい ひより | イエロー x ライトブルー     | 7月8日   | 出席番号7番 身長165cm、血液型不明。                            |
| 本田 香澄  | ほんだ かすみ | ホワイト x ホワイト         | 10月23日 | 出席番号4番 身長158cm、血液型A型。                             |

### 3期生
| 氏名        | よみ            | メンバーカラー              | 誕生日   | 備考           |
| ----------- | --------------- | --------------------------- | -------- | -------------- |
| 市川 こころ | いちかわ こころ | ホワイト x ピンク           | 12月10日 | 神奈川県出身。 |
| 佐藤 心遥   | さとう こはる   | イエロー x イエロー         | 4月23日  | 栃木県出身。   |
| 立花 杏     | たちばな あん   | ライトピンク x ライトブルー | 6月10日  | 群馬県出身。   |
| 月橋 ゆらぎ | つきはし ゆらぎ | レッド x ホワイト           | 3月30日  | 福島県出身。   |
| 花丘 すみれ | はなおか すみれ | バイオレット x バイオレット | 1月12日  | 千葉県出身。   |

### 旧メンバー
| 氏名        | よみ            | 誕生日   | 期    | 備考                                                                                  |
| ----------- | --------------- | -------- | ----- | ------------------------------------------------------------------------------------- |
| 小柴 美羽   | こしば みう     | 11月19日 | 1期生 | 2025年3月2日、卒業と芸能活動引退を発表。同年4月5日卒業。                              |
| 鈴森 はるな | すずもり はるな | 7月10日  | 1期生 | 2022年時点で最年少メンバー。 2025年3月2日、卒業と芸能活動引退を発表。同年4月5日卒業。 |
| 渡辺 萌菜   | わたなべ もえな | 5月8日   | 1期生 | 2025年3月2日、卒業と芸能活動引退を発表。同年4月5日卒業。                              |
| 吉川 実紅   | よしかわ みく   | 8月29日  | 1期生 | 2025年5月26日、卒業を発表。同年6月27日卒業。                                          |

## 作品

### 曲
|    | タイトル                           | 作詞                     | 作曲                     | 編曲                       | 振付       | 収録アルバム                               | 備考 |
| -- | ---------------------------------- | ------------------------ | ------------------------ | -------------------------- | ---------- | ------------------------------------------ | --- |
| 1  | 想う日に咲く花                     |                          | すえくん/末益涼太        |                            |            | 想う日に咲く花                             | |
| 2  | はじめて君とみた空は青かった       | 中原徹也                 | すえくん/末益涼太        | すえくん/末益涼太          |            | 僕はまだ君を知らない、SWEETS AND POP 1     | |
| 3  | 君と週末の秘密基地                 | 中原徹也                 | すえくん/末益涼太        | すえくん/末益涼太          |            | 僕はまだ君を知らない、SWEETS AND POP 1     | |
| 4  | かすみ草の手紙                     | 中原徹也                 | すえくん/末益涼太        | すえくん/末益涼太          |            | 僕はまだ君を知らない、SWEETS AND POP 1     | |
| 5  | 改札口までの青春                   | 中原徹也                 | すえくん/末益涼太        | すえくん/末益涼太          | カミヤサキ | 僕はまだ君を知らない、SWEETS AND POP 1     | |
| 6  | 青より青く                         | 少年T/佐香智久           | 少年T/佐香智久           | 永見和也                   | カミヤサキ | 僕はまだ君を知らない、SWEETS AND POP 1     | |
| 7  | 正夢の少女                         | かすみ草とステラ         | 石倉誉之                 | 石倉誉之、Guitar: 横江将人 | カミヤサキ | 僕はまた君の夢をみていた、SWEETS AND POP 1 | |
| 8  | 春風                               | SaKy                     | HIROTOMO、渡邉俊彦       | HIROTOMO、渡邉俊彦         | カミヤサキ | 僕はまた君の夢をみていた、SWEETS AND POP 1 | |
| 9  | チョコとミント                     | 中原徹也                 | 早川博隆、浅田大貴       | 浅田大貴                   |            | 僕はまた君の夢をみていた、SWEETS AND POP 1 | |
| 10 | メルティ・ホワイト                 | かすみ草とステラ         | 奈須野新平               | タツキサラダ               |            | 僕はまた君の夢をみていた、SWEETS AND POP 1 | |
| 11 | カタルシスダンス                   | 中原徹也                 | 浅田大貴、萬福裕貴       | 浅田大貴、萬福裕貴         | 皇希       | 僕はまた君の夢をみていた、SWEETS AND POP 1 | |
| 12 | ボトルメール                       | 中原徹也                 | すえくん/末益涼太        | 奈須野新平                 | カミヤサキ | ボトルメール、SWEETS AND POP 1             | |
| 13 | ネコにかすてら                     | 古川なぎさ               | 柿迫ヒカル               | 柿迫ヒカル                 | カミヤサキ | SWEETS AND POP 1                           | |
| 14 | Dear Jasmine                       | 中原徹也                 | すえくん/末益涼太        | タツキサラダ、奈須野新平   | カミヤサキ | SWEETS AND POP 1                           | |
| 15 | BOUQUET                            |                          | 奈須野新平               |                            |            | SWEETS AND POP 1                           | |
| 16 | 夏色微炭酸                         | かすみ草とステラ         | タツキサラダ、奈須野新平 | タツキサラダ、奈須野新平   | カミヤサキ | 夏色微炭酸、大青春はじめます！             | |
| 17 | クローバーに纏わるいくつかの出来事 | 中原徹也                 | 奈須野新平               | タツキサラダ               | カミヤサキ | 大青春はじめます！                         | |
| 18 | 咲き誇れ！わたし、                 | Tumuri                   | タツキサラダ、奈須野新平 | タツキサラダ、奈須野新平   | カミヤサキ | 大青春はじめます！                         | |
| 19 | 大青春はじめます！                 | 奈須野新平、タツキサラダ | 早川博隆                 | 奈須野新平、タツキサラダ   | カミヤサキ | 大青春はじめます！                         | テレビ朝日「ランジャタイのがんばれ地上波！」2022年12月度エンディングテーマ                                                                                         |
| 20 | ミルフィーユ                       |                          |                          |                            |            |                                            | 小柴美羽ソロ曲。当グループ初のソロ曲である。 |
| 21 | アリス                             | 中原徹也                 | 早川博隆、和田敏明       | 早川博隆、和田敏明         | 皇希       |                                            | Piano：長濱 司 Guitar, Bass：和田敏明 Recording, Mixing Engineer：北村颯太郎 Coordinate：Rebrast                                                                   |
| 22 | ペルソナ                           | 中原徹也                 | 奈須野新平、タツキサラダ | 奈須野新平、タツキサラダ   | 皇希       |                                            | |
| 23 | 思い出バス                         |                          |                          |                            |            |                                            | |
| 24 | 未来宣誓                           |                          |                          |                            |            |                                            | |
| 25 | サマーロスタイムブルース           | 永見和也                 | 永見和也                 | 永見和也                   | カミヤサキ |                                            | |
| 26 | Over                               | 永見和也                 | 永見和也                 | 永見和也                   | カミヤサキ |                                            | テレビ朝日「スーパー山添大作戦」2024年2月度エンディングテーマ |
| 27 | ひと恋の空                         |                          |                          |                            |            |                                            | |
| 28 | 初恋ラプソディ                     | 永見和也                 | 永見和也                 |                            | SA.KANA    |                                            | |
| 29 | 笑顔日和                           |                          |                          |                            |            |                                            | 初の2期生楽曲である。2025年4月24日にSpotify O-WESTにて開催された「かすみ草とステラ2期生 2周年記念ワンマンライブ 〜はじめて君をみつけた日〜」において初披露された。 |
| 30 | 夏のシオリ                         | 永見和也                 | 永見和也                 |                            | SA.KANA    |                                            | |